# 스리랑카 대통령

스리랑카의 국장

스리랑카 대통령(싱할라어: ශ්‍රී ලංකාවේ ජනාධිපති)은 스리랑카를 통치하는 국가 수반이자, 국가의 최고 지도자이다. 또한 스리랑카군의 최고 사령관이기도 하다. 現 대통령은 아누라 쿠마라 디사나야케이다. 대통령은 총리를 임명할 권한이 있으며, 임기는 5년이다.

## 역대 대통령 목록
정당 목록
  자유당
  통일국민당
  스리랑카인민전선
  인민의힘
  무소속
| 대 | 사진 | 이름                                   | 취임일           | 퇴임일           | 정당             | 정당 |
| -- | ---- | -------------------------------------- | ---------------- | ---------------- | ---------------- | ---- |
| 1  |      | 윌리엄 고팔라와 (1897~1981)            | 1972년 5월 22일  | 1978년 2월 4일   | 무소속           |      |
| 2  |      | 주니우스 리차드 자야와데네 (1906~1996) | 1978년 2월 4일   | 1989년 1월 2일   | 통일국민당       |      |
| 3  |      | 라나싱헤 프레마다사 (1924~1993)        | 1989년 1월 2일   | 1993년 5월 1일   | 통일국민당       |      |
| 4  |      | 딩기리 반다 위제퉁가 (1916~2008)       | 1993년 5월 2일   | 1994년 11월 12일 | 통일국민당       |      |
| 5  |      | 찬드리카 쿠마라퉁가 (1945~ )           | 1994년 11월 12일 | 2005년 11월 19일 | 자유당           |      |
| 6  |      | 마힌다 라자팍사 (1945~ )               | 2005년 11월 19일 | 2015년 1월 9일   | 자유당           |      |
| 7  |      | 마이트리팔라 시리세나 (1951~ )         | 2015년 1월 9일   | 2019년 11월 18일 | 자유당           |      |
| 8  |      | 고타바야 라자팍사 (1949~ )             | 2019년 11월 18일 | 2022년 7월 13일  | 스리랑카인민전선 |      |
| 9  |      | 라닐 위크레마싱헤 (1949~ )             | 2022년 7월 21일  | 2024년 9월 23일  | 통일국민당       |      |
| 10 |      | 아누라 쿠마라 디사나야케 (1968~ )      | 2024년 9월 23일  | 현재             | 인민의 힘        |      |

## 같이 보기
- 스리랑카
- 스리랑카의 총리